# Coppapasta
Il coppapasta (dal francese coupe-pâte) è un utensile da cucina. Ne esistono di varie forme anche se il più comune è di forma circolare, un un pezzetto di tubo aperto alle estremità.

## Utilizzo
Il coppapasta, in metallo o di plastica, è uno strumento utilizzato principalmente per dare forma e dimensione uniformi ad alimenti come torte, biscotti, pane, gnocchi ed altre preparazioni. Si posiziona il coppapasta sulla superficie di lavoro o sulla teglia, che può essere rivestita con carta forno o leggermente infarinata.
Nei dolci, può essere utilizzato anche per creare decorazioni o formare strati.